# César 1984
Die 9. Verleihung der Césars fand am 3. März 1984 im Théâtre de l’Empire in Paris statt. Präsident der Verleihung war der Schauspieler Gene Kelly. Ausgestrahlt wurde die Verleihung, durch die Léon Zitrone zusammen mit Monica Vitti, Pierre Richard, Brigitte Fossey und Macha Meryl als Gastgeber führte, vom öffentlich-rechtlichen Fernsehsender Antenne 2, dem heutigen France 2.
In der Kategorie Bester Film wurden erstmals zwei Filme mit dem César prämiert, Maurice Pialats Auf das, was wir lieben sowie Ettore Scolas Film Le Bal – Der Tanzpalast, der auch für die beste Regie und die beste Filmmusik ausgezeichnet wurde. Claude Berris Am Rande der Nacht konnte sich bei insgesamt zwölf Nominierungen in fünf Kategorien gegen die Konkurrenz behaupten und damit die meisten Preise des Abends gewinnen. Richard Anconina erhielt für seine Rolle in Berris Filmdrama je einen César als bester Nebendarsteller und bester Nachwuchsdarsteller. Fanny Ardant, die für François Truffauts Kriminalkomödie Auf Liebe und Tod in der Kategorie Beste Hauptdarstellerin nominiert war, musste sich wie bereits im Jahr 1982 Isabelle Adjani geschlagen geben, die für Jean Beckers neunfach nominiertes und am Ende mit vier Trophäen prämiertes Filmdrama Ein mörderischer Sommer ihren zweiten César erhielt. Erstmals vergeben wurde in diesem Jahr der Preis in der Kategorie Bester französischsprachiger Film, in der sich die schweizerisch-portugiesische Koproduktion In der weißen Stadt mit Bruno Ganz in der Rolle eines Seemanns durchsetzen konnte. Als bester ausländischer Film stellte sich das mit vier Oscars ausgezeichnete Filmdrama Fanny und Alexander des schwedischen Regisseurs Ingmar Bergman heraus.

## Gewinner und Nominierungen
| Statistik (Filme mit mehr als einer Nominierung) N=Nominierung; A=Auszeichnung |    |   |
| Film                                                                           | N  | A |
| Am Rande der Nacht                                                             | 12 | 5 |
| Ein mörderischer Sommer                                                        | 9  | 4 |
| Das Auge                                                                       | 5  | 0 |
| Le Bal – Der Tanzpalast                                                        | 4  | 3 |
| Entre Nous – Träume von Zärtlichkeit                                           | 4  | 0 |
| Garçon! Kollege kommt gleich!                                                  | 4  | 0 |
| Auf das, was wir lieben                                                        | 3  | 2 |
| Der Mond in der Gosse                                                          | 3  | 1 |
| Der verführte Mann – L’Homme blessé                                            | 3  | 1 |
| Auf Liebe und Tod                                                              | 2  | 0 |
| Das Leben ist ein Roman                                                        | 2  | 0 |
| Der Schrei nach Leben                                                          | 2  | 0 |
| Juliettes Schicksal                                                            | 2  | 0 |
| Schattenmund                                                                   | 2  | 0 |
| Vive la sociale                                                                | 2  | 0 |
| Zwei irre Spaßvögel                                                            | 2  | 0 |

### Bester Film (Meilleur film)
Auf das, was wir lieben (À nos amours) – Regie: Maurice Pialat

Le Bal – Der Tanzpalast (Le Bal) – Regie: Ettore Scola
- Entre Nous – Träume von Zärtlichkeit (Coup de foudre) – Regie: Diane Kurys
- Am Rande der Nacht (Tchao Pantin) – Regie: Claude Berri
- Ein mörderischer Sommer (L’Été meurtrier) – Regie: Jean Becker

### Beste Regie (Meilleur réalisateur)
Ettore Scola – Le Bal – Der Tanzpalast (Le Bal)
- Jean Becker – Ein mörderischer Sommer (L’Été meurtrier)
- Claude Berri – Am Rande der Nacht (Tchao Pantin)
- Maurice Pialat – Auf das, was wir lieben (À nos amours)
- François Truffaut – Auf Liebe und Tod (Vivement dimanche!)

### Bester Hauptdarsteller (Meilleur acteur)
Coluche – Am Rande der Nacht (Tchao Pantin)
- Gérard Depardieu – Zwei irre Spaßvögel (Les Compères)
- Yves Montand – Garçon! Kollege kommt gleich! (Garçon!)
- Michel Serrault – Das Auge (Mortelle randonnée)
- Alain Souchon – Ein mörderischer Sommer (L’Été meurtrier)

### Beste Hauptdarstellerin (Meilleure actrice)
Isabelle Adjani – Ein mörderischer Sommer (L’Été meurtrier)
- Fanny Ardant – Auf Liebe und Tod (Vivement dimanche!)
- Nathalie Baye – Verheiratet mit einem Toten (J’ai épousé une ombre)
- Nicole Garcia – Schattenmund (Les Mots pour le dire)
- Miou-Miou – Entre Nous – Träume von Zärtlichkeit (Coup de foudre)

### Bester Nebendarsteller (Meilleur acteur dans un second rôle)
Richard Anconina – Am Rande der Nacht (Tchao Pantin)
- François Cluzet – Ein mörderischer Sommer (L’Été meurtrier)
- Bernard Fresson – Garçon! Kollege kommt gleich! (Garçon!)
- Guy Marchand – Entre Nous – Träume von Zärtlichkeit (Coup de foudre)
- Jacques Villeret – Garçon! Kollege kommt gleich! (Garçon!)

### Beste Nebendarstellerin (Meilleure actrice dans un second rôle)
Suzanne Flon – Ein mörderischer Sommer (L’Été meurtrier)
- Victoria Abril – Der Mond in der Gosse (La Lune dans le caniveau)
- Stéphane Audran – Das Auge (Mortelle randonnée)
- Sabine Azéma – Das Leben ist ein Roman (La Vie est un roman)
- Agnès Soral – Am Rande der Nacht (Tchao Pantin)

### Bester Nachwuchsdarsteller (Meilleur jeune espoir masculin)
Richard Anconina – Am Rande der Nacht (Tchao pantin)
- Jean-Hugues Anglade – Der verführte Mann – L’Homme blessé (L’Homme blessé)
- François Cluzet – Vive la sociale
- Jacques Penot – Der Schrei nach Leben (Au nom de tous les miens)

### Beste Nachwuchsdarstellerin (Meilleur jeune espoir féminin)
Sandrine Bonnaire – Auf das, was wir lieben (À nos amours)
- Élizabeth Bourgine – Vive la sociale
- Laure Duthilleul – Juliettes Schicksal (Le Destin de Juliette)
- Agnès Soral – Am Rande der Nacht (Tchao Pantin)

### Bestes Erstlingswerk (Meilleur premier film)
Die Straße der Negerhütten (Rue Cases Nègres) – Regie: Euzhan Palcy
- Juliettes Schicksal (Le Destin de Juliette) – Regie: Aline Issermann
- Der letzte Kampf (Le Dernier combat) – Regie: Luc Besson
- Spur der Zeit (La Trace) – Regie: Bernard Favre

### Bestes Originaldrehbuch (Meilleur scénario original)
Hervé Guibert und Patrice Chéreau – Der verführte Mann – L’Homme blessé (L’Homme blessé)
- Diane Kurys und Alain Le Henry – Entre Nous – Träume von Zärtlichkeit (Coup de foudre)
- Francis Veber – Zwei irre Spaßvögel (Les Compères)

### Bestes adaptiertes Drehbuch (Meilleur scénario adaptation)
Sébastien Japrisot – Ein mörderischer Sommer (L’Été meurtrier)
- Claude Berri und Alain Page – Am Rande der Nacht (Tchao Pantin)
- Robert Enrico – Der Schrei nach Leben (Au nom de tous les miens)

### Beste Filmmusik (Meilleure musique écrite pour un film)
Vladimir Cosma – Le Bal – Der Tanzpalast (Le Bal)
- Charlélie Couture – Am Rande der Nacht (Tchao Pantin)
- Georges Delerue – Ein mörderischer Sommer (L’Été meurtrier)
- Serge Gainsbourg – Équateur

### Bestes Szenenbild (Meilleurs décors)
Hilton McConnico – Der Mond in der Gosse (La Lune dans le caniveau)
- Jean-Pierre Kohut-Svelko – Das Auge (Mortelle randonnée)
- Jacques Saulnier – Das Leben ist ein Roman (La Vie est un roman)
- Alexandre Trauner – Am Rande der Nacht (Tchao Pantin)

### Beste Kamera (Meilleure photographie)
Bruno Nuytten – Am Rande der Nacht (Tchao Pantin)
- Ricardo Aronovich – Le Bal – Der Tanzpalast (Le Bal)
- Pierre Lhomme – Das Auge (Mortelle randonnée)
- Philippe Rousselot – Der Mond in der Gosse (La Lune dans le caniveau)

### Bester Ton (Meilleur son)
Gérard Lamps und Jean Labussière – Am Rande der Nacht (Tchao Pantin)
- Maurice Gilbert, Nadine Muse und Paul Lainé – Das Auge (Mortelle randonnée)
- Pierre Lenoir und Jacques Maumont – Garçon! Kollege kommt gleich! (Garçon!)
- Jean-Louis Ughetto – Das Geld (L’Argent)

### Bester Schnitt (Meilleur montage)
Jacques Witta – Ein mörderischer Sommer (L’Été meurtrier)
- Françoise Bonnot – Hanna K.
- Denise de Casabianca – Der verführte Mann – L’Homme blessé (L’Homme blessé)
- Claire Pinheiro – Schattenmund (Les Mots pour le dire)
- Françoise Prenant – Faits Divers

### Bester Kurzfilm (Meilleur court métrage de fiction)
Star suburb – Regie: Stéphane Drouot
- Toro Moreno – Regie: Gérard Krawczyk
- Panique au montage – Regie: Olivier Esmein
- Coup de feu – Regie: Magali Clément

### Bester animierter Kurzfilm (Meilleur court métrage d’animation)
Le Voyage d’Orphée – Regie: Jean-Manuel Costa
- Le Sang – Regie: Jacques Rouxel
- Au-delà de minuit – Regie: Pierre Barletta

### Bester dokumentarischer Kurzfilm (Meilleur court métrage documentaire)
Ulysse – Regie: Agnès Varda
- La vie au bout des doigts – Regie: Jean-Paul Jenssen
- Je sais que j’ai tort mais demandez à mes copains ils disent la même chose – Regie: Pierre Levy

### Bester französischsprachiger Film (Meilleur film francophone)
In der weißen Stadt (Dans la ville blanche), Schweiz/Portugal – Regie: Alain Tanner
- Rien qu’un jeu, Kanada – Regie: Brigitte Sauriol
- L’Allégement, Schweiz – Regie: Marcel Schüpbach
- Das anonyme Bekenntnis (Benvenuta), Belgien/Frankreich/Italien – Regie: André Delvaux
- Die Kraft der Liebe (Le Lit), Belgien/Schweiz – Regie: Marion Hänsel
- Bonheur d’occasion, Kanada – Regie: Claude Fournier

### Bester ausländischer Film (Meilleur film étranger)
Fanny und Alexander (Fanny och Alexander), Schweden/Frankreich/Deutschland – Regie: Ingmar Bergman
- Carmen, Spanien – Regie: Carlos Saura
- Die Götter müssen verrückt sein (The Gods Must Be Crazy), Botswana – Regie: Jamie Uys
- Tootsie, USA – Regie: Sydney Pollack

## Ehrenpreis (César d’honneur)
- René Clément, französischer Regisseur und Drehbuchautor
- Georges de Beauregard, französischer Filmproduzent
- Edwige Feuillère, französische Schauspielerin